# Przetwornik międzypalczasty

Dwukierunkowy przetwornik międzypalczasty

Jedna sekcja jednokierunkowego przetwornika międzypalczastego

Przetwornik międzypalczasty (ang. IDT interdigital transducer) zespół wzajemnie zachodzących za siebie metalowych elektrod naprzemiennie połączonych elektrycznie za pomocą tzw. szyn zbiorczych (pary zewnętrznych, prostopadłych do tych elektrod metalowych pasków) i umieszczony na powierzchni piezoelektryka. Szerokość elektrod oraz odstęp między nimi wynosi zwykle λ/4, gdzie λ jest długością fali akustycznej. Przetwornik międzypalczasty na zasadzie odwrotnego i prostego zjawiska piezoelektrycznego przetwarza sygnały elektryczne odpowiednio na  akustyczną falę powierzchniową (AFP) i odwrotnie. Ponieważ skuteczność przetwarzania sygnału elektrycznego na akustyczny (i odwrotnie) jest najwyższa dla długości fali λ odpowiadającej geometrii przetwornika, charakteryzuje się on własnościami filtracyjnymi. Pasmo przetwornika jest odwrotnie proporcjonalne do liczby par elektrod z jakich się on składa. Najprostszym przetwornikiem międzypalczastym jest więc jedna para elektrod. Wąskopasmowe przetworniki tego typu mogą zawierać nawet kilka tysięcy par elektrod.
Z racji swojej symetrii generowanie przez przetwornik międzypalczasty fale powierzchniowe propagują się od przetwornika w dwóch przeciwnych kierunkach. Ponieważ zwykle tylko jeden z nich jest wykorzystywany, przetwornik traci przynajmniej połowę dostarczanej mocy. 
Jednokierunkowość promieniowania uzyskano w przetwornikach typu SPUDT (ang. single phase unidirectional transducer) uzyskiwanych poprzez umieszczenie wewnątrz jednej bądź kilku par elektrod zwykłego przetwornika międzypalczastego odpowiedniego układu dodatkowych elektrod o szerokościach dobranych tak aby razem pracowały jako reflektor akustyczny. Współczynnik kierunkowości SPUDT'a zależy od liczby połączonych kaskadowo sekcji tworzących cały przetwornik - w najprostszym przypadku może to być tylko jedna sekcja.
Przetwornik międzypalczasty jest podstawowym elementem akustoelektronicznym służącym do budowy układów analogowej obróbki sygnałów. Należą do nich:
- filtry pasmowo przepustowe i środkowozaporowe,
- konwolutory,
- procesory Fouriera i in.

Przetworniki międzypalczaste służą też do konstrukcji rezonatorów, czujników, silników sonicznych, żyroskopów i in.